# Chipotchano
Chipotchano, en bulgare Шипочано, est un village de Bulgarie situé dans l'obchtina de Kyoustendil et dans l'oblast de Kyoustendil.
Chipotchano est situé sur les bords de la Dragovištica, un affluent droit de la Strouma.